# Giessen (Thur)
Der Giessen ist ein 13 Kilometer langer Bach im Kanton Thurgau und ein rechter Zufluss der Thur.

## Geografie

### Quelle
Der Giessen entspringt nordöstlich von Andwil, einer Ortschaft der Gemeinde Birwinken, in der Flur Bachwis. Das Quellgebiet liegt nicht weit entfernt von der Wasserscheide zwischen dem Flussgebiet der Thur und dem Einzugsgebiet des Bodensees im Norden. Oberhalb der Giessenquelle und näher am Kamm des Seerückens befindet sich das Quellgebiet des Mättlibachs, eines Nebenbachs des Giessen, und südöstlich von Andwil liegt das Tal von Erlen, das gegen Osten zum Bodensee entwässert wird.

### Verlauf

Andwil von Westen

Der Giessen fliesst zuerst in südwestlicher Richtung durch Andwil, wo er abschnittsweise eingedolt ist. Südlich von Heimenhofen nimmt er von rechts den Eckertshauserbach auf. Er durchquert mit wenig Gefälle das bewaldete Tal am Eggholz, dem Stuelerholz und dem Cholholz. Bei Leimbach, einer Ortschaft in der Gemeinde Bürglen, mündet von links der Tobelbach in den Giessen, der nun durch das offene, flache Landwirtschaftsgebiet gegen Westen fliesst. Bei Opfershofen, das ebenfalls zur Gemeinde Bürglen gehört, überquert ihn die Hauptstrasse 470 und bei Mauren die Hauptstrasse 437.

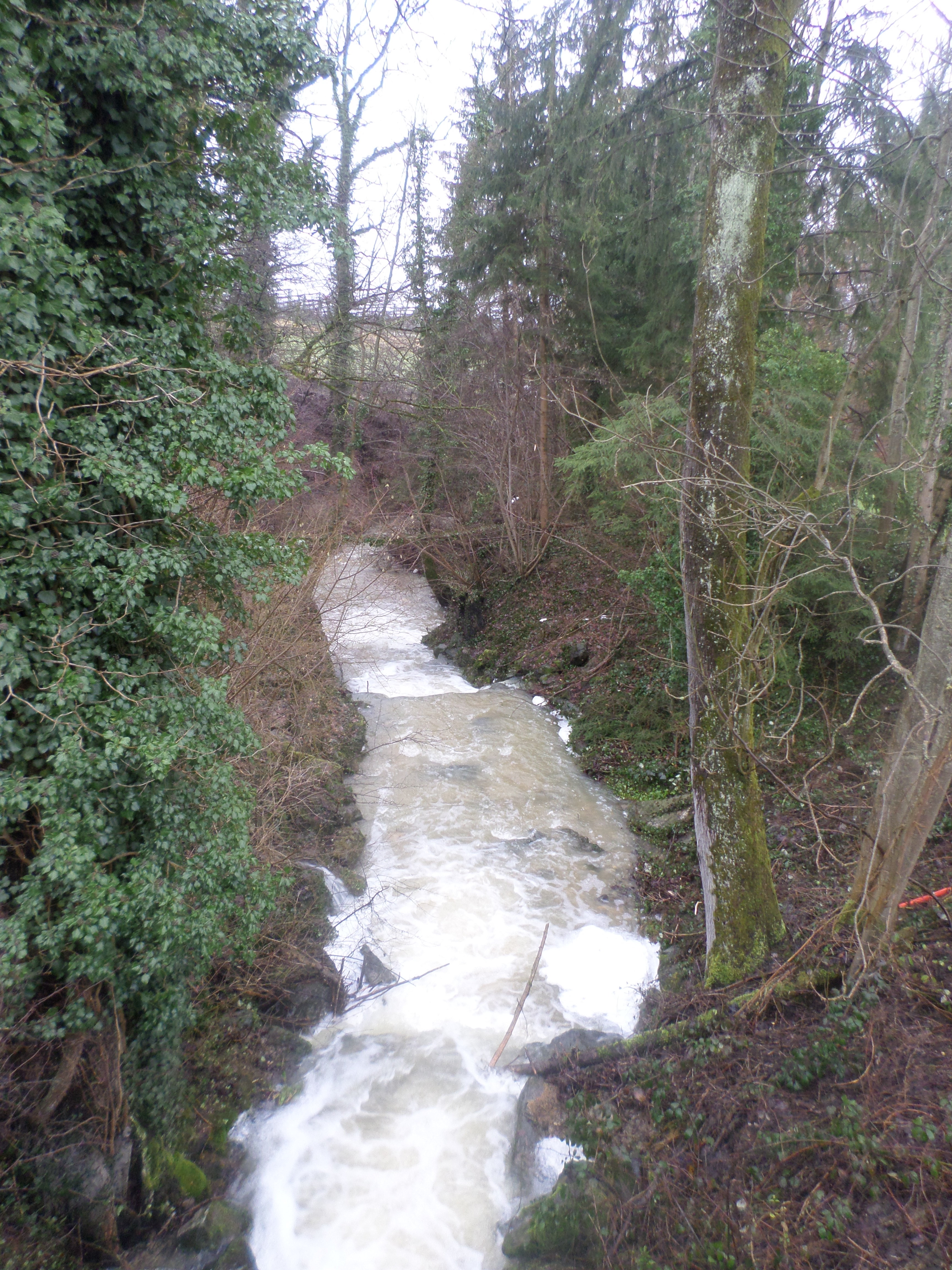
Der Tobelbach, ein Zufluss des Giessen

Die Landschaft von Andwil bis nach Bürglen ist geologisch durch Ablagerungen eiszeitlicher Moränen geprägt. Eine Fläche in der Ebene westlich von Opfershofen weist mächtige Schichten von Lehm auf, während im flachen Gebiet bei Weinfelden Schotterablagerungen der Thur liegen, in denen sich ein Grundwasserstrom bewegt.
Der weitere Gewässerabschnitt wurde bei Flurmeliorationen und Bachkorrektionen kanalisiert. Zwischen Bürglen und Mauren nimmt der Giessen von rechts den Wisebach und den Dorfbach auf. Am Stadtrand von Weinfelden wird er von der Hauptstrasse 469 überquert, die südlich von der Brücke in die Hauptstrasse 14 mündet. In den Giessen münden der Mülibach, der Aspibach und in der Siedlung von Weinfelden noch mehrere weitere Bäche, die am steilen Südhang des Ottenbergs nördlich von Weinfelden entspringen.

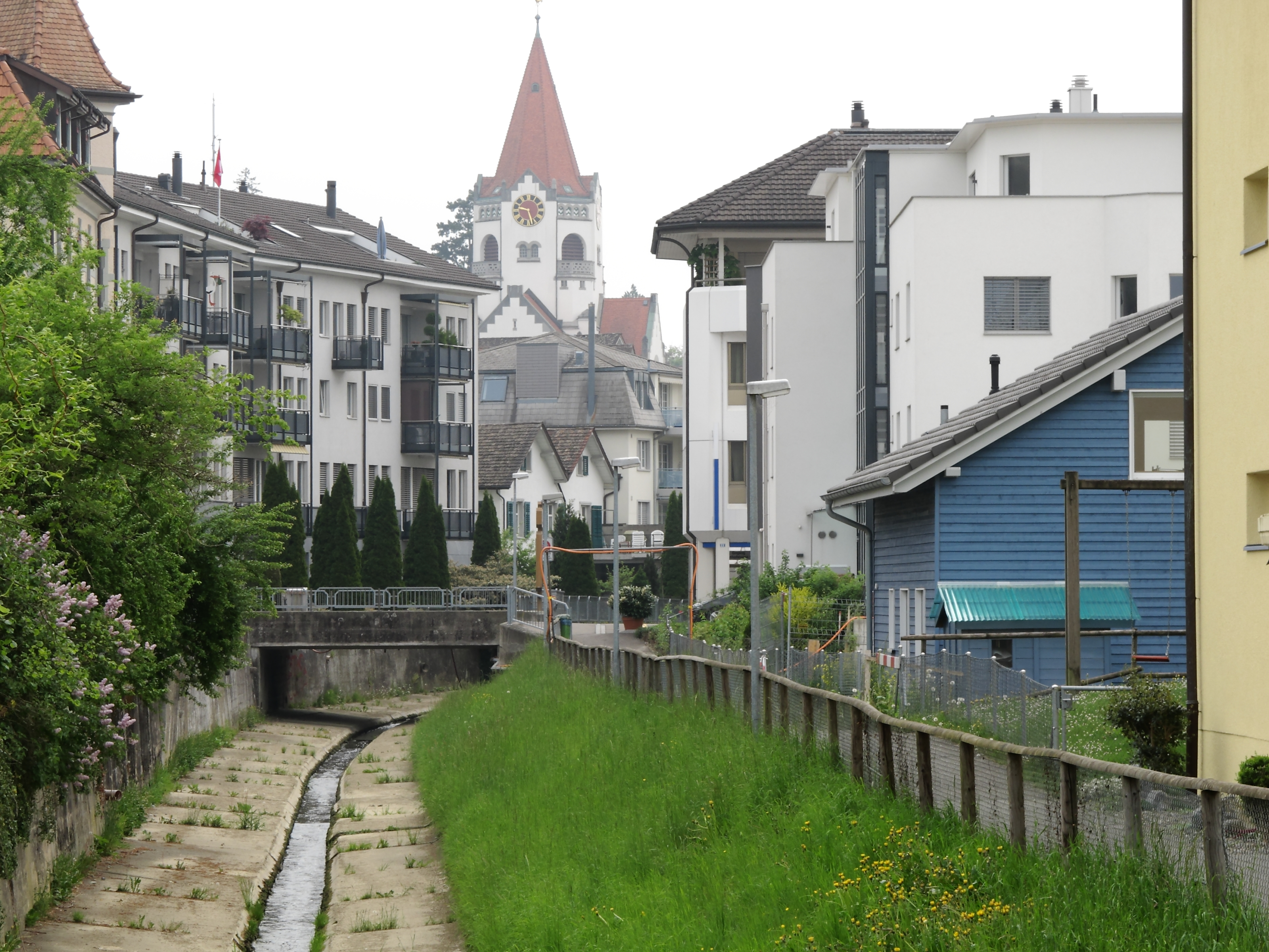
Giessen in Weinfelden

Der Giessen durchquert von Osten nach Westen das Ortszentrum von Weinfelden, wo er auch «Stadtbach» genannt wird. Das Gerinne liegt in einem künstlichen, betonierten Kanal und ist unter dem Marktplatz überdeckt. Er wird von zahlreichen Strassenbrücken, von der Bahnstrecke Weinfelden–Konstanz, westlich vom Bahnhof Weinfelden von der Thurtallinie und dann von der Hauptstrasse 14 überquert. Ausserhalb von Weinfelden münden noch der Chluppebach von rechts und der Öölibach von links in den Giessen, der zuletzt auf dem Gebiet der Gemeinde Amlikon-Bissegg noch von der Hauptstrasse 16 überquert wird und dann aus dem Thurvorland in die Thur mündet.

### Einzugsgebiet
Das Einzugsgebiet des Giessen liegt zwischen der Thur im Süden und dem Seerücken bzw. dem Ottenberg im Norden. Es stösst
- im Süden direkt an die Thur
- im Südosten an das Einzugsgebiet des Tübelbachs, der in die Thur mündet, und an jenes der Aach, die bei Romanshorn in den Bodensee fliesst
- im Nordosten an jene des Stichbachs und des Schoderbachs, die ebenfalls Zuflüsse des Bodensees sind
- im Norden (jenseits des Ottenbergs) an das Flussgebiet des Chemebachs

### Abflussmessung
Bei Bürglen befindet sich am Giessen eine hydrologische Messstation.

## Ökologie
Eine gewässerkundliche Untersuchung im Kanton Thurgau von 2014 stellte für den Giessen im Unterlauf eine erhebliche Beeinträchtigung und eine ungenügende Wasserqualität fest.

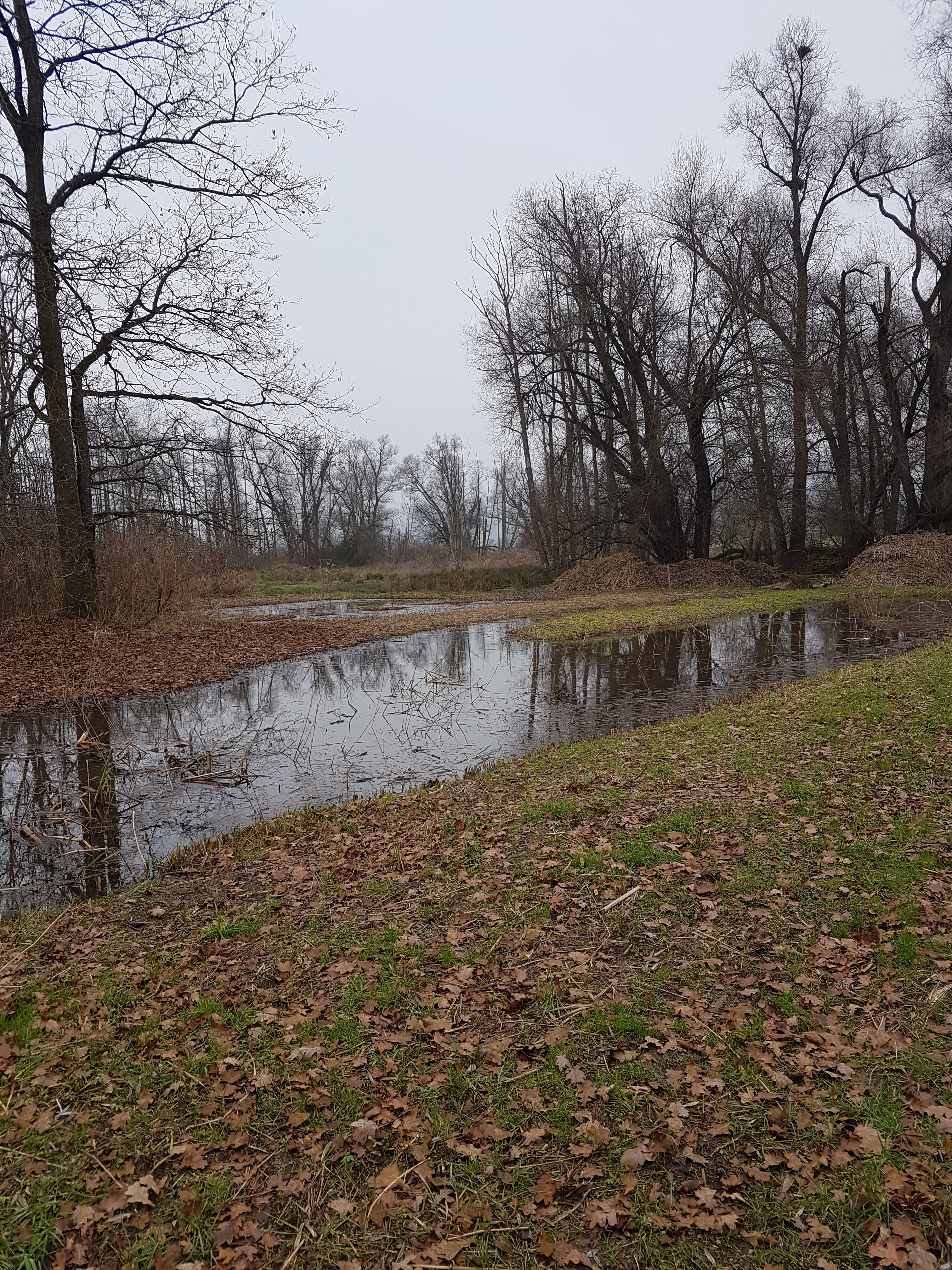
Lehmgrube Opfershofen

Der Giessen mit seinem ausgedehnten Einzugsgebiet führte nach starken Niederschlägen oft Hochwasser und verursachte in der weiten Thurebene und in Weinfelden Überschwemmungen. In jüngerer Zeit kam es 1994, 1995 und 2008 zu schweren Hochwasserereignissen. Die Stadt Weinfelden erwarb das Areal einer ehemaligen Kiesgrube, um den Bach bei erneuten Hochwasserspitzen vor der Stadt ableiten zu können.
Seit den 2010er Jahren sind Bauprojekte zur Revitalisierung der Gewässer bei Bürglen und Weinfelden im Gang. Das Parlament von Weinfelden bewilligte 2024 einen Kredit für die Ausführung des Revitalisierungsprojekts Giessen. Dabei soll unter anderem auch ein Stück des Stadtbachkanals als naturnahes Bachbett gestaltet werden.
Neben dem Kanal des Giessen bei Opfershofen liegt nahe an der Mündung des Mooskanals in der Flur Moos, mitten in den Landwirtschaftsflächen, ein Feuchtgebiet, das als Naturschutzgebiet ausgewiesen ist und von Pro Natura Thurgau unterhalten wird. Die Zone Lehmgrube Opfershofen ist als wertvolles Biotop im Bundesinventar der Amphibienlaichgebiete von nationaler Bedeutung verzeichnet. Nach starkem Regen füllt sich die Senke manchmal mit Wasser und bildet einen kleinen See.
Um 2022 baute ein Biber am Unterlauf des Giessen einen Damm im Bachbett.